# Bombe citrouille

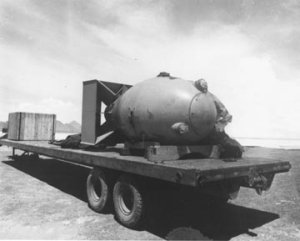
Une bombe citrouille.

Une bombe citrouille (en anglais : pumpkin bomb) est le nom donné à des bombes aériennes conventionnelles d'un format semblable aux bombes atomiques. Développées par le projet Manhattan, elles sont utilisées par les forces aériennes de l'armée des États-Unis à des fins d'entraînement, dans le cadre des bombardements atomiques d'Hiroshima et Nagasaki, pendant la Seconde Guerre mondiale.